# Basville
Basville é uma comuna francesa na região administrativa da Nova Aquitânia, no departamento de Creuse. Estende-se por uma área de 22,57 km². Em 2010 a comuna tinha 164 habitantes (densidade: 7,3 hab./km²).